# Maissilage

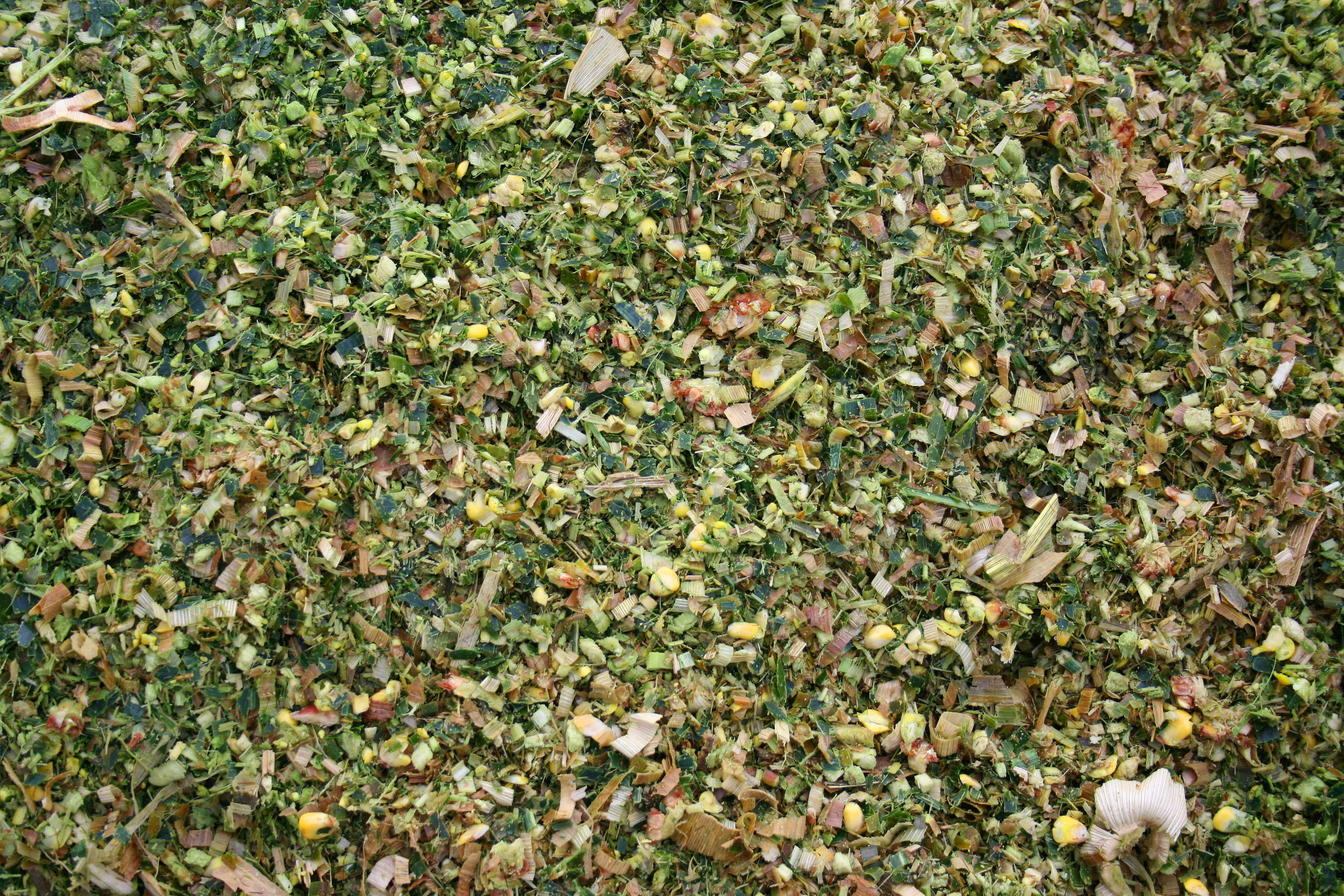
Frische Mais-Häcksel vor der Silierung

Die Maissilage ist eine Silage aus der ganzen Maispflanze, die als Grundfutter für Wiederkäuer und als Substrat für die Biogaserzeugung eingesetzt wird. Als Corn-Cob-Mix (CCM) wird Maissilage auch in der Schweinemast verwendet.

## Erzeugung
Bei der Ganzpflanzensilage wird der oberirdische Teil der Maispflanze mit Ende der Teigreife oder Beginn der Mehlreife (abhängig von Witterung, Maissorte, Aussaatzeitpunkt und Standort in Deutschland meist im September) mit einem Feldhäcksler (Maishäcksler) geerntet und in ca. 5 bis 50 mm große Stücke zerkleinert. Wird der Mais mit mehr als 30 % Trockenmasse gehäckselt, so wird meist zusätzlich ein Corn Cracker (Kornzertrümmerer) für das Zerquetschen oder Zerreiben der dann bereits relativ harten Maiskörner in der Erntemaschine zugeschaltet. Danach wird das Erntegut in Fahrsilos eingebracht und verdichtet, um überschüssige Luft herauszupressen und so den aeroben Abbau durch Pilze und Bakterien zu verhindern.

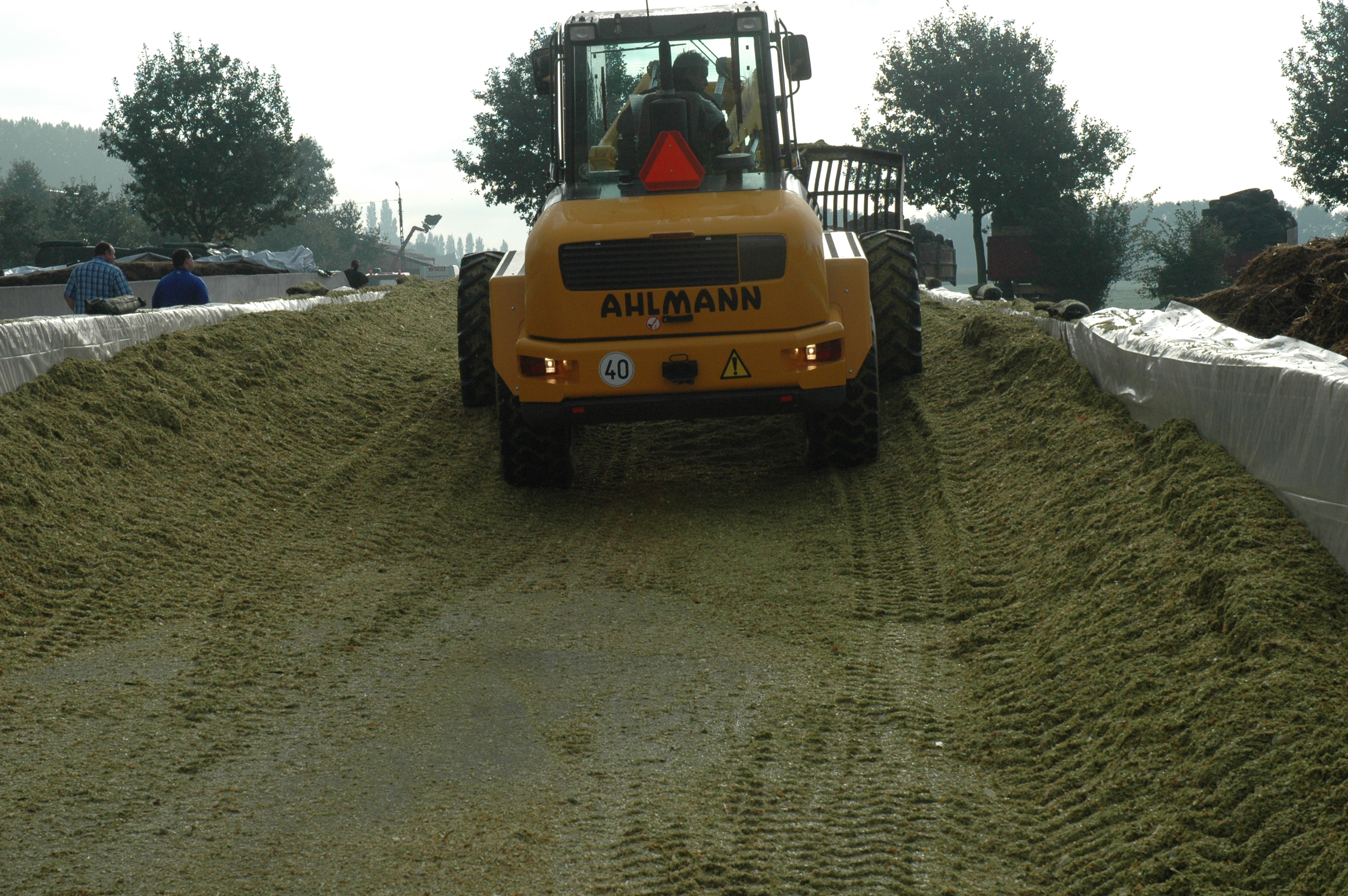
Einbringen und Verdichten der Maishäcksel in das Fahrsilo, die Folie zum luftdichten Abschluss ist bereits über die Randmauern des Silos bereitgelegt

Die Pflanzenmasse wird unter einer Folie luftdicht abgedeckt und bis zur Verwendung gelagert. Durch den in der Masse enthaltenen Restzucker der Maispflanzen und den Sauerstoffmangel beginnt eine Milchsäuregärung, die die Silage ansäuert und dadurch haltbar macht. Ist die Silage zu nass und liegt zu viel Restsauerstoff vor, kann es auch zu einer unerwünschten Essigsäuregärung kommen. Die Silage wird dann zu sauer und ist wegen der enthaltenen Essigsäure (Acetat) für das Vieh nicht mehr schmackhaft.
Die Ernte und Konservierung von Energiemais zur Verwendung in Biogasanlagen ist weitgehend identisch mit dem oben für Futtersilage beschriebenen Verfahren. Das Erntegut wird jedoch meist stärker zerkleinert, um die Abbaubarkeit zu erhöhen. Gelegentlich werden gezielt heterofermentative Milchsäurebakterien zur gehäckselten Pflanzenmasse gegeben, um den Anteil an Acetat in der Silage zu erhöhen. Dieses soll in der Biogasanlage besser umsetzbar sein als die sonst hauptsächlich gebildete Milchsäure (Lactat).

## Eigenschaften
Maissilage enthält vor allem Energie in Form von Stärke aus den Maiskörnern.  Zudem ist sie wegen der Verwendung der gesamten, relativ großwüchsigen Pflanze auch reich an Rohfaser. Hinzu kommt, dass die Maisstärke bei einer Ernte im mehlreifen Zustand sehr langkettig ist, so dass der Aufschluss anders als bei Getreideschrot nicht bereits im Pansen, sondern erst im Darm von Wiederkäuern stattfindet. Da Wiederkäuer ihre Nahrung nur grob zerkleinern, sind Kühe nicht in der Lage, unzerkleinerte Maiskörner aufzuschließen. Diese werden meist unverdaut wieder ausgeschieden. Eine genaue Bestimmung der Inhaltsstoffe kann durch die Weender Futtermittelanalyse erfolgen. Dabei wird zwischen Rohfaser, Rohfett, Rohprotein, stickstofffreien Extraktstoffen und Rohasche unterschieden.
| Material                            | Biogasertrag in m3 pro Tonne Frischmasse | Methan- gehalt |
| ----------------------------------- | ---------------------------------------- | -------------- |
| Maissilage                          | 202                                      | 52 %           |
| Grassilage                          | 172                                      | 54 %           |
| Roggen-GPS                          | 163                                      | 52 %           |
| Zuckerrüben- Pressschnitzel siliert | 125                                      | 52 %           |
| Futterrübe                          | 111                                      | 51 %           |
| Bioabfall                           | 100                                      | 61 %           |
| Hühnermist                          | 80                                       | 60 %           |
| Schweinemist                        | 60                                       | 60 %           |
| Rindermist                          | 45                                       | 60 %           |
| Getreideschlempe                    | 40                                       | 61 %           |
| Schweinegülle                       | 28                                       | 65 %           |
| Rindergülle                         | 25                                       | 60 %           |

In der Biogasanlage ergibt Maissilage als Substrat mit 202 m3 einen sehr hohen Biogasertrag pro Tonne Frischmasse. Der Methangehalt von Biogas aus Maissilage ist allerdings mit 52 % eher gering.

## Verwendung

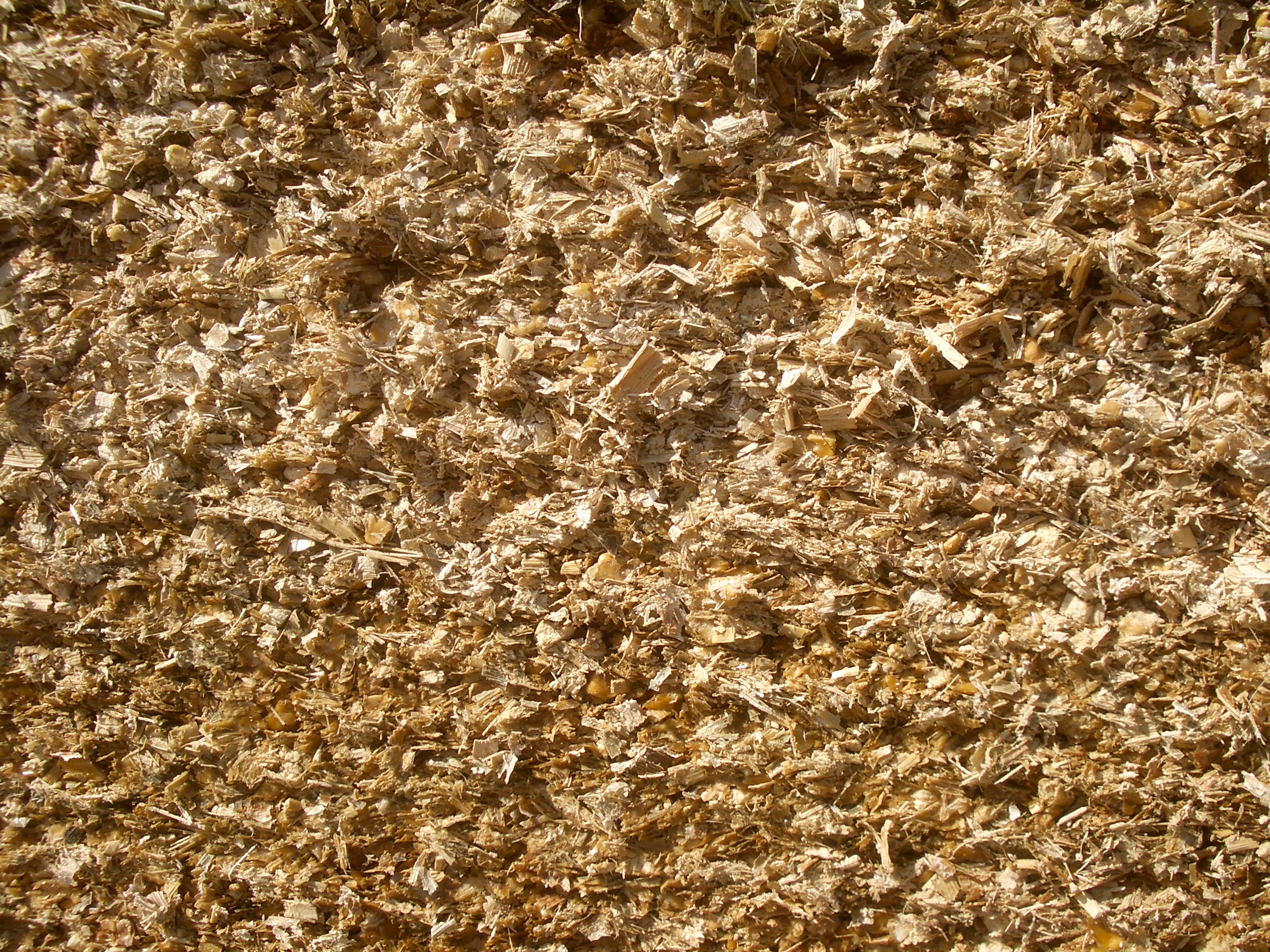
Futterfertige Maissilage, kompakte Anschnittfläche eines Fahrsilos

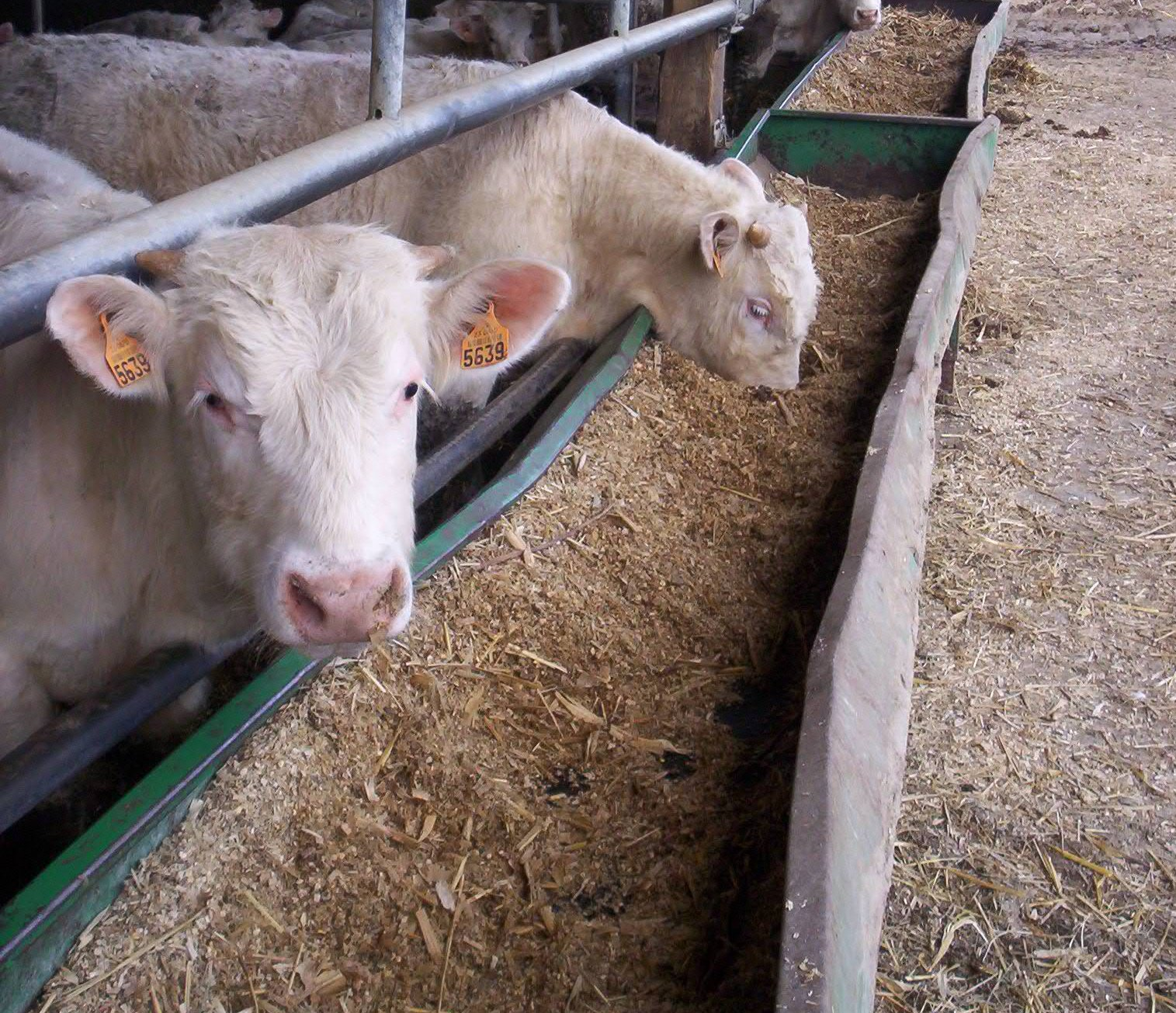
Maissilage als Rinderfutter

Maissilage als Ganzpflanzensilage oder in Form der nachbeschriebenen Lieschkolbensilage wird in der Landwirtschaft vorwiegend an Rinder verfüttert, da sie neben den nahrhaften, leicht zugänglichen Bestandteilen der Maiskörner auch die schwer zugänglichen Faserstoffe aus der Maispflanze teilweise umsetzen können.
In der Schweinehaltung hat etwa seit 1980 der Mais in Form von CCM (Corn-Cob-Mix) Einzug gehalten. Dieses ist eine Silage aus den Maiskolben. Die Kolben werden von einem auf Körnermaisernte umgerüsteten Mähdrescher gepflückt und in eine am Feld stehende CCM-Mühle überladen. Die Kolbenbestandteile, also Spindel und die Körner werden dort gemahlen und siliert. Die Lieschblätter sind nicht Bestandteil von CCM.
Regional wird auch Lieschkolbensilage (LKS) aus dem Maiskolben (Körner und Spindel) und den Lieschblättern hergestellt.  Teile der Restpflanze werden ebenfalls mitgeerntet. Überwiegend erfolgt die Ernte mit einem Maishäcksler mit Pflückvorsatz. Der gegenüber CCM geringere Energiegehalt sowie die schlechte Verdichtbarkeit haben die LKS meist unrentabel gemacht. Zudem muss der Lohnunternehmer in der Saison zwischen Feldhäckslervorsatz und Pflücker wechseln, bzw. später den Pflücker mehrmals zwischen Häcksler und Mähdrescher umbauen.
Maissilage ist ferner der am häufigsten genutzte Rohstoff zur Biogasherstellung: Mehr als 90 Prozent der Biogasanlagen in Deutschland, die Nachwachsende Rohstoffe einsetzen, nutzen Maissilage als Gärsubstrat. An der Masse der zur Biogaserzeugung eingesetzten nachwachsenden Rohstoffe beträgt der Maisanteil 69 Prozent. Gründe dafür sind beispielsweise die hohen Erträge an Trockenmasse pro Hektar, auch auf schlechteren Böden, die Verfügbarkeit bewährter Anbau- und Erntetechnik und der Gasertrag in der Biogasanlage.